# Всероссийское общество охраны памятников истории и культуры
Всероссийское общество охраны памятников истории и культуры (сокращённо ВООПИК, до 2021 г. ВООПИиК) — общественная организация, которая была учреждена в РСФСР в 1965 году и продолжает работу в современной России. Согласно Уставу, основными целями своей деятельности имеет охрану, восстановление и популяризацию объектов культурного наследия (памятников истории и культуры) народов Российской Федерации

## История
Всероссийское общество охраны памятников истории и культуры (ВООПИиК) — республиканская общественная организация, которая была учреждена в 1965 году. Непосредственными инициаторами её создания выступили заместитель председателя Совета министров РСФСР Вячеслав Иванович Кочемасов, ставший первым председателем ВООПИиК, писатели Леонид Максимович Леонов и Олег Васильевич Волков, художники Илья Сергеевич Глазунов, Павел Дмитриевич Корин и Николай Аркадьевич Пластов, композитор Георгий Васильевич Свиридов, директор Эрмитажа Борис Борисович Пиотровский, академики АН СССР Игорь Васильевич Петрянов-Соколов и Борис Александрович Рыбаков.
Юридическая регистрация общества была оформлена Постановлением № 882 Совета министров РСФСР 23 июля 1965 года. В июле 1966 года состоялся Учредительный съезд ВООПИиК, на котором, в частности, отмечалось:
«…Пропаганда памятников культуры должна заключаться в том, чтобы народ понял, что он хозяин этих ценностей, что он должен их беречь. Нужно помочь им осознать ценность этих сокровищ, воспитать в народе горделивое чувство, кровную связь с творцами этих сокровищ, рассказать о значении и красоте памятников, вести их пропаганду. Обществу следует создать свой печатный орган, своё издательство. Обществу в центре и на местах следует издавать описания памятников, выпуск художественных открыток, буклетов, значков, сувениров…».
Активный член Общества, литературный критик Вадим Кожинов указывал на то, что первые мысли о воссоздании «Общества охраны памятников культуры» появились в 1963 году у Олега Волкова, Петра Палиевского, Дмитрия Жукова, других известных литераторов, и указывал на обстоятельства способствующие образованию Общества:

Одним из центров возрождения патриотических идей явилось восстановленное в 1966 году Всероссийское общество охраны памятников истории и культуры (ВООПИиК); все общества этого рода были закрыты и даже репрессированы на рубеже 1920—1930-х годов. В 1964 году в здании Исторического музея собрался десяток молодых людей, часть из которых стала духовным ядром учреждённого спустя два года общества. И среди собравшихся был всего только один представитель старшего поколения, проведший в ГУЛАГе около тридцати лет, Олег Васильевич Волков, который — ясно это помню — сказал тогда не без тревоги: «А не окажемся ли мы все, господа, на Соловках?». Важно знать, как и почему удалось официально утвердить это общество. В 1965 году возникли конфликты на советско-китайской границе, и поначалу имели место отказы противостоять нарушителям: ведь они, мол, такие же коммунисты, как мы. В этих обстоятельствах Главное политическое управление Советской армии поддержало идею создания ВООПИиК.— «Россия. Век XX». Вадим Кожинов.

## Структура
При отделениях ВООПИиК были созданы секции: архитектурная, историческая, пропаганды, памятников музыкальной культуры и хореографического искусства, памятников науки и техники, краеведения и другие. В них работали В. А. Солоухин, Ю. В. Келдыш, Е. П. Велихов и другие известные лица. С 1966 год по 1971 год заместителем председателя ВООПИиК являлся физик и общественный деятель, вице-президент АН СССР академик М. Д. Миллионщиков.
В период расцвета Общества, пришедшийся на 1970-е — 1980-е годы, оно являлось одной из самых массовых советских организаций и насчитывало в своих рядах более 10 млн человек. В эти десятилетия благодаря усилиям Общества было защищено от сноса и отреставрировано, в том числе за счёт его средств, более 3000 памятников, выделено на реставрацию и ремонт свыше 60 млн рублей.

## Деятельность
Общество принимало непосредственное участие в создании и содержании музея-заповедника «Спасское-Лутовиново», музеев деревянного зодчества в с. Хохловка Пермской области, «Малые Корелы» в Архангельске, «Витославлицы» в Великом Новгороде, Суздале, «Ангарская деревня» в г. Братске.
Особое внимание уделялось восстановлению культовых зданий Русской Православной Церкви и других конфессий. Выделялись также средства на памятники военной истории: Государственный военно-исторический и природный музей-заповедник «Куликово поле» Тульской области, Государственный военно-исторический музей-заповедник «Прохоровское поле» в Белгородской области, Государственный военно-исторический музей-заповедник Сталинградской битвы на Мамаевом кургане в Волгограде, Музей-заповедник партизанской славы в Кистнянском лесу Брянской области, благоустройство воинских захоронений.
С 1980 года ВООПИиК учредил свой печатный орган — альманах «Памятники Отечества», каждый выпуск которого был посвящён национальной культуре и истории России: «Мир русской усадьбы» (№ 25, 1992), «Быль монастырская» (№ 2-3, 1992), «Вера, Надежда, Любовь (женщины России)» (№ 28, 1992), «Под Андреевским флагом» (№ 35, 1996), «Возрождённые святыни Москвы» (№ 1, 1997) и др., серия «Вся Россия» — «Земля Ставропольская» (2 тт.), «Колыбель России» (Владимирская область, 2 тт.), «Первая столица Сибири» (Тобольск, 2 тт.) и др., серия «Музеи России» — «Поленово», «Наследие земли Смоленской» и др.
Олег Волков так охарактеризовал деятельность советских «Общества охраны памятников истории и культуры» и «Общества охраны природы»:

И кстати, накопив опыт и приглядевшись, я вышел из Общества охраны природы, включившего меня в свой центральный совет. Отстранился и от участия в работе Общества охраны памятников истории и культуры, в организации и первых шагах которого деятельно участвовал. Истинное назначение этих организаций — быть ширмами, отгораживающими власть от критики и нареканий — они переадресуются обществам. У них нет реальных полномочий и прав, поэтому они не обладают никаким авторитетом в глазах хозяйственников и градостроителей. Если удаётся изредка в Советском Союзе отстоять памятник, добиться сохранения природного урочища, то в подавляющем большинстве случаев это результат усилий отдельных лиц, использующих личные связи и удачно выступивших в печати. Заключу это отступление справкой о том, что власть радеет лишь о «потёмкинских деревнях» — туристских международных маршрутах, на которых проезжие могут свидетельствовать великолепное состояние памятников архитектуры и разнести по всему миру славу правителей, бережно реставрирующих старинные храмы.— Волков О. В. "Погружение во тьму"
После перестройки финансирование ВООПИиК резко сократилось, уменьшилось и количество членов. Тем не менее, сама организация благополучно пережила все потрясения. Последнюю перерегистрацию ВООПИиК прошло 24 октября 2002 года, получив регистрационное свидетельство за № 340.
В 2009 году общество учредило Всероссийскую премию «Хранители наследия».

## Современная деятельность
Ныне ВООПИиК — это добровольная самоуправляемая общественная организация, обладающая полной финансовой самостоятельностью и осуществляющая свою деятельность на большей части территории России.
Членами Общества являются как организации, так и частные лица. Доходы Общества складываются из поступлений от членских взносов, благотворительных пожертвований, прибыли от производственных и торговых предприятий, финансовой помощи спонсоров. Высшим органом ВООПИиК является съезд, созываемый один раз в 5 лет. В период между созывами съездов работой Общества руководит Центральный совет. Постоянно действующим органом управления Общества является его Президиум, возглавляемый Председателем Центрального совета. В состав Президиума, избранного в 2002 году, входят известные деятели науки, литературы, искусства — архитекторы, историки, искусствоведы, реставраторы. Отделения ВООПИиК в субъектах Российской Федерации являются его структурными подразделениями, действующими на основании единого Устава.
Несмотря на «общественный» статус, государство предоставило ВООПИиК весьма значительные права — например, право согласовывать градостроительные проекты городов и населённых пунктов, имеющих памятники истории и культуры, а также проекты, затрагивающие интересы памятников или их зон охраны (в соответствии со ст. 34, 37, 40 Закона «Об охране и использовании памятников истории и культуры», принятого в 1978 году; эти статьи сохраняются и в новом Федеральном Законе «Об объектах культурного наследия (памятниках истории и культуры) народов Российской Федерации»).
С 14 июня 2017 года председатель ВООПИиК — Артём Геннадьевич Демидов.